# Поль Акуоку
Едгар Поль Акуоку (фр. Edgar Paul Akouokou, нар. 20 грудня 1997) — професійний футболіст із Кот-д'Івуару, який грає на позиції опорного півзахисника за клуб Ліги 1 «Ліон» та збірну Кот-д'Івуару. За даними RMCSport, він вважається регеном Клода Макелеле і відіграв ключову роль у кваліфікації «Ліона» до змагань у 2025 році.

## Клубна кар’єра

### Ранні роки
Акуоку розпочав свою кар’єру в фінському клубі Екенес у 2016 році, виступаючи в другому за рівнем дивізіоні Юккьонен. У січні 2017 року він проходив проби в клубі Ліги 1 Анже.
27 серпня 2017 року  Акуоку перейшов в оренду до клубу Ізраїльської Прем'єр-ліги «Бейтар Єрусалим» до травня 2018 року. Після рідкісного використання в лютому наступного року він перейшов в оренду до «Хапоель Рішон-ле-Ціон» із Ліги Леуміт.

### Бетіс
21 листопада 2018 року Акуоку залишив Фінляндію, уклавши угоду з клубом Ла Ліги «Реал Бетіс» за нерозкриту суму; спочатку його призначили до резервної команди в Терсера Дивізіон. 10 вересня 2020 року, після того як він допоміг резервній команді досягти підвищення до Сегунда Дивізіон B, він продовжив контракт із «Бетісом» до 2024 року і був переведений до першої команди.
Акуоку дебютував у Ла Лізі 20 вересня 2020 року, замінивши автора гола Вільям Карвалью наприкінці матчу, що завершився перемогою 2:0 вдома над «Реал Вальядолідом».

### Ліон
1 вересня 2023 року Акуоку підписав чотирирічний контракт із клубом Ліги 1 «Ліон». Сума трансферу склала 3 мільйони євро, при цьому «Бетіс» зберіг право на частину від майбутнього перепродажу.
6 березня 2025 року Поль Акуоку повернувся до офіційних змагань із «Ліоном», вийшовши на заміну в доданий час матчу Ліги Європи в Бухаресті, через понад рік після своєї останньої появи в складі «Ліона». Його попередній матч відбувся 23 лютого 2024 року під час короткої появи проти «Меца» в Лізі 1. Придбаний 1 вересня 2023 року з «Реал Бетіса», він зіграв лише вісім матчів за «Ліон» у своєму першому сезоні, після чого зник із заявок на матчі. Не внесений до списку УЄФА на першу частину сезону 2024–2025, він був повернений до складу після відходу кількох гравців під час зимового трансферного вікна.
10 квітня 2025 року Акуоку був включений до стартового складу на перший матч чвертьфіналу Ліги Європи УЄФА проти «Манчестер Юнайтед», зігравши в парі з Жордан Верету у центрі півзахисту. Це був його перший старт за клуб за понад шістнадцять місяців, попередній відбувся 6 грудня 2023 року проти «Марселя».

## Статистика кар’єри

### Клубна
Станом на матч зіграний 17 квітня 2025
| Клуб                           | Сезон              | Ліга                     | Ліга | Ліга | Національний кубок | Національний кубок | Кубок ліги | Кубок ліги | Континентальні | Континентальні | Інші | Інші | Загалом | Загалом |
| Клуб                           | Сезон              | Дивізіон                 | М    | Г    | М                  | Г                  | М          | Г          | М              | Г              | М    | Г    | М       | Г       |
| ------------------------------ | ------------------ | ------------------------ | ---- | ---- | ------------------ | ------------------ | ---------- | ---------- | -------------- | -------------- | ---- | ---- | ------- | ------- |
| Екенес                         | 2016               | Юккьонен                 | 21   | 1    | 0                  | 0                  | —          | —          | —              | —              | —    | —    | 21      | 1       |
| Екенес                         | 2017               | Юккьонен                 | 14   | 1    | 5                  | 0                  | —          | —          | —              | —              | —    | —    | 19      | 1       |
| Екенес                         | Загалом            | Загалом                  | 35   | 2    | 5                  | 0                  | 0          | 0          | 0              | 0              | 0    | 0    | 40      | 2       |
| Бейтар Єрусалим (оренда)       | 2017–18            | Ізраїльська Прем'єр-ліга | 12   | 0    | 1                  | 0                  | 1          | 0          | —              | —              | —    | —    | 14      | 0       |
| Хапоель Рішон-ле-Ціон (оренда) | 2017–18            | Ліга Леуміт              | 16   | 3    | —                  | —                  | —          | —          | —              | —              | —    | —    | 16      | 3       |
| Бетіс Депортіво                | 2018–19            | Терсера Дивізіон         | 20   | 0    | —                  | —                  | —          | —          | —              | —              | —    | —    | 20      | 0       |
| Бетіс Депортіво                | 2019–20            | Терсера Дивізіон         | 24   | 0    | —                  | —                  | —          | —          | —              | —              | 2    | 0    | 26      | 0       |
| Бетіс Депортіво                | Загалом            | Загалом                  | 44   | 0    | 0                  | 0                  | 0          | 0          | 0              | 0              | 2    | 0    | 46      | 0       |
| Реал Бетіс                     | 2020–21            | Ла Ліга                  | 10   | 0    | 3                  | 0                  | —          | —          | 0              | 0              | —    | —    | 13      | 0       |
| Реал Бетіс                     | 2021–22            | Ла Ліга                  | 8    | 0    | 1                  | 0                  | —          | —          | 2              | 0              | —    | —    | 11      | 0       |
| Реал Бетіс                     | 2022–23            | Ла Ліга                  | 12   | 0    | 1                  | 0                  | —          | —          | 5              | 0              | 0    | 0    | 18      | 0       |
| Реал Бетіс                     | 2023–24            | Ла Ліга                  | 2    | 0    | 0                  | 0                  | —          | —          | 0              | 0              | 0    | 0    | 2       | 0       |
| Реал Бетіс                     | Загалом            | Загалом                  | 32   | 0    | 4                  | 0                  | 0          | 0          | 7              | 0              | 0    | 0    | 43      | 0       |
| Ліон                           | 2023–24            | Ліга 1                   | 8    | 0    | 1                  | 0                  | —          | —          | —              | —              | —    | —    | 9       | 0       |
| Ліон                           | 2024–25            | Ліга 1                   | 1    | 0    | 0                  | 0                  | —          | —          | 3              | 0              | —    | —    | 4       | 0       |
| Ліон                           | Загалом            | Загалом                  | 9    | 0    | 1                  | 0                  | —          | —          | 3              | 0              | —    | —    | 13      | 0       |
| Загалом за кар’єру             | Загалом за кар’єру | Загалом за кар’єру       | 148  | 5    | 12                 | 0                  | 1          | 0          | 10             | 0              | 2    | 0    | 173     | 5       |

1. ↑  Виступ(и) у плей-оф підвищення
2. 1 2 3  Виступи в Ліга Європи УЄФА

### Міжнародна
Станом на матч зіграний 9 червня 2022
| Кот-д'Івуар | Кот-д'Івуар | Кот-д'Івуар | Кот-д'Івуар |
| Рік         | М           | Г           |             |
| ----------- | ----------- | ----------- | ----------- |
| 2022        | 4           | 0           |             |
| Загалом     | 4           | 0           |             |

## Нагороди
Бетіс
- Кубок Іспанії: 2021–22[14]

Ліон
- Фіналіст Кубок Франції: 2023–24[15]